# Линдфорс, Лилль
Май Лиллемор (Лилль) Линдфорс (швед. Maj Lillemor "Lill" Lindfors; род. 12 мая 1940, Хельсинки) — шведская певица.

## Карьера
Линдфорс родилась в шведоговорящей финской семье в Хельсинки, Финляндия. Она переехала в Швецию со своей семьей, когда ей было восемь лет.
Линдфорс дебютировала как актриса в 1960 году. В следующем году она записала свою первую пластинку. В последние десятилетия Линдфорс была известна в Скандинавии своими «шоу одной женщины», в которых она смешивает музыку с большим количеством комедийных номеров. Она была одной из первых артисток, исполнивших самбу в Швеции, а также одной из первых шведских исполнительниц, которые исполняли стендап-комедию в своих шоу.
Исполнение Линдфорс песни «Nygammal Vals» с Сванте Турессоном заняло второе место на конкурсе песни «Евровидение-1966».
Она была ведущей на конкурсе песни «Евровидение-1985» в Гетеборге, Швеция, и наиболее известна тем, что во время конкурса у нее произошел сбой в гардеробе в прямом эфире, после прохождения части тщательно продуманной декорации. Позже она признала, что это была шутка, но что она не была отрепетирована заранее.
Она снялась в нескольких шведских телешоу, которые получили награды в Монтре. В 1998 году она стала послом доброй воли Швеции в ЮНИСЕФ.

## Личная жизнь
Линдфорс живет в Стокгольме, Швеция. Она вышла замуж за режиссера Питера Вестера в 1969 году, и у них родилась дочь Петронелла. Они развелись в 1974 году. 
Затем с 1974 по 1984 год у нее были отношения с актером Брассом Бреннстремом. С 1991 года она замужем за режиссером Андерсом Быстремом.